# Danderyds sjukhus

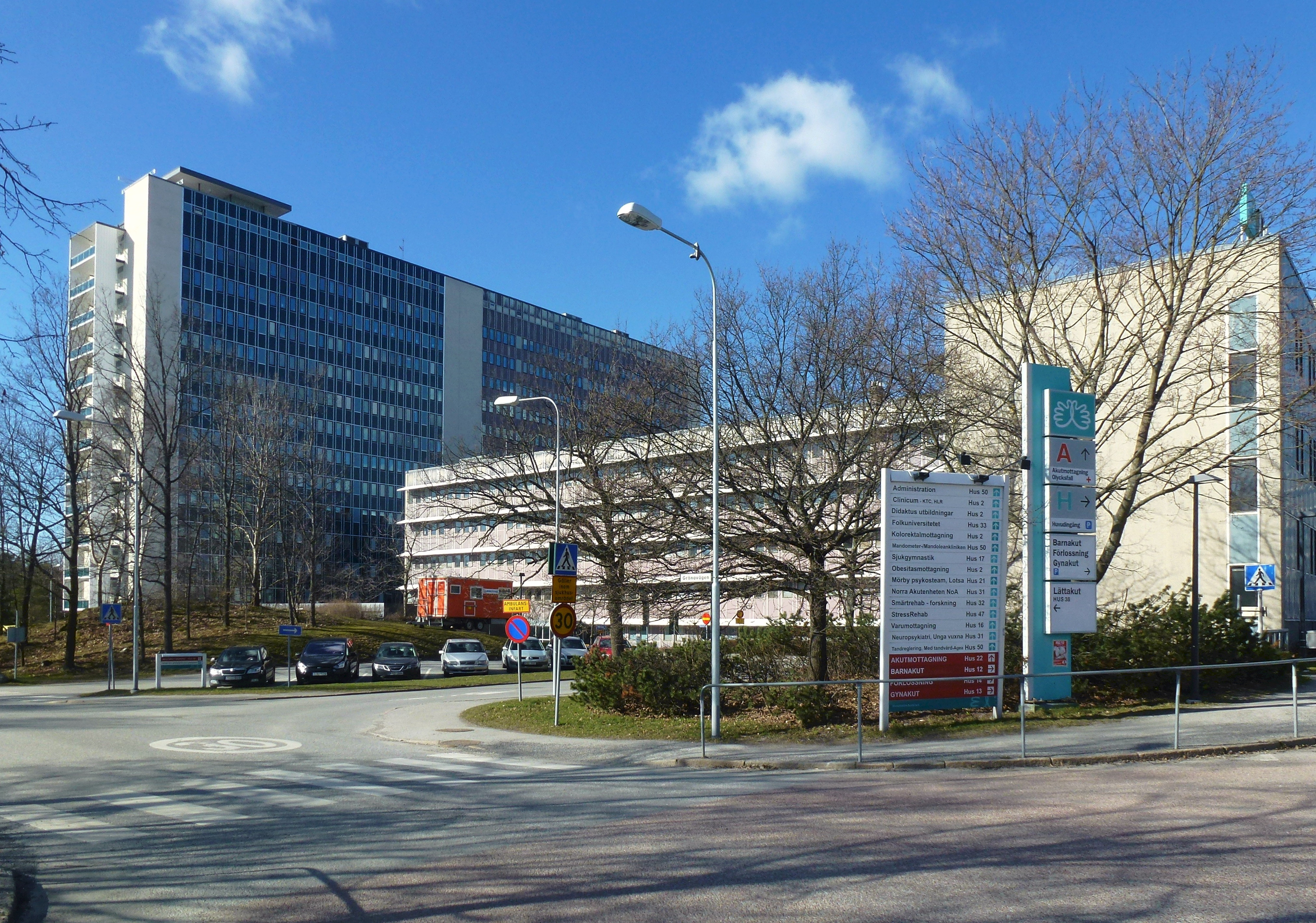
Sjukhuset från öst, 2014.

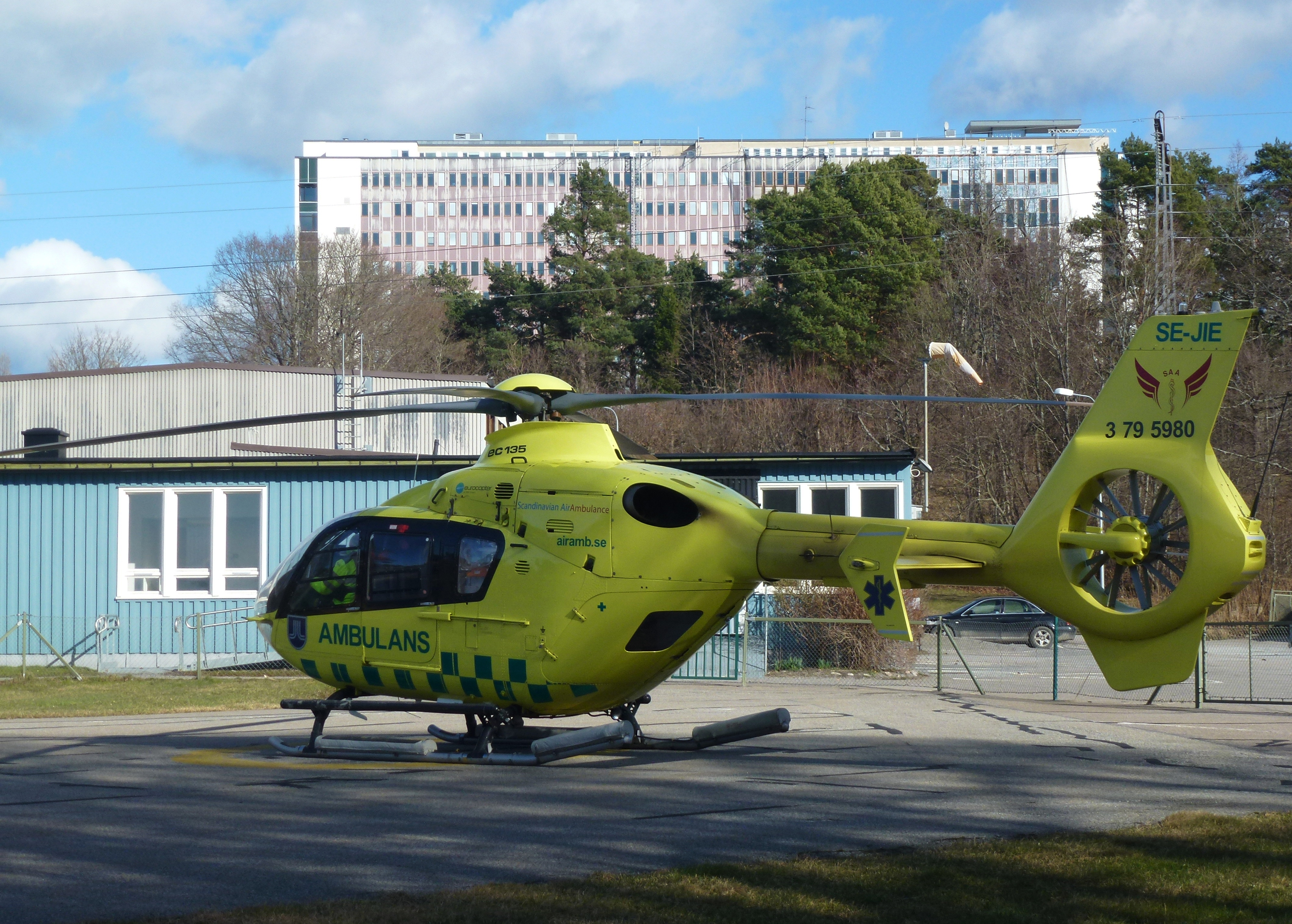
Sjukhuset från syd med ambulanshelikopter.

Danderyds sjukhus är ett av Stockholms läns akutsjukhus, beläget i Danderyds kommun. Det ägs av Region Stockholm. Inom sjukhusområdet finns även verksamheter som drivs av andra aktörer.
I närområdet till Danderyds sjukhus bor omkring 500 000 invånare. Årligen tar sjukhuset emot cirka 90 000 akutsökande, 429 000 besök i öppenvården och 50 000 i slutenvården samt genomför 6 300 förlossningar.  Antalet anställda är cirka 4 500. Sjukhuset omsatte cirka 5,5 miljarder kronor år 2021.

## Historia
Sjukhuset invigdes som Stockholms läns centrallasarett i Mörby, eller vanligen Mörby lasarett, den 2 januari 1922. Sjukhuset hade 118 vårdplatser och 75 anställda. Redan från början hade sjukhuset en egen ambulansbil och på 1930-talet inrättades en flygambulansverksamhet i samarbete med flygkåren i Hägernäs.
Sjukhuset var vid starten redan alldeles för litet och en ständigt pågående utbyggnad var nödvändig. År 1930 invigdes en ny medicinsk paviljong och en röntgenavdelning. År 1937 infördes förebyggande mödra- och barnavård i Sverige. 1943 inrättades en BB-avdelning på sjukhuset. En omfattande om och utbyggnad skedde under 1950- och 1960-talen då huvuddelen av de nuvarande byggnaderna uppfördes. För att manifestera att det egentligen rörde sig om ett helt nytt sjukhus fick det också ett nytt namn, Danderyds sjukhus. Invigningen skedde 1964 och sjukhuset hade då 900 vårdplatser. Sjukhuset ritades av Carl Evin Sandberg och Folke Löfström.
Den 1 april 2000 ändrades driftsformen för sjukhuset, när Danderyds sjukhus blev ett landstingsägt (sedermera regionägt) aktiebolag. Den 1 januari 2025 blev sjukhuset en förvaltning inom Region Stockholm.

## Om sjukhuset
Danderyds sjukhus bedriver akut och planerad specialistsjukvård inklusive röntgen, operation och förlossning.
Danderyds sjukhus har specialistvård med inriktning på internmedicin, hjärtmedicin, ortopedi, njurmedicin, neurologi, geriatrik, kirurgi, urologi samt obstetrik och gynekologi. Rehabiliteringsmedicinska universitetskliniken och logopedverksamheten har regionsövergripande uppdrag.
Det finns två förlossningsverksamheter vid Danderyds sjukhus. Dels sjukhusets egen förlossningsmottagning, dels BB Stockholm, som ägs gemensamt av Praktikertjänst AB och Region Stockholm. Var 10:e svensk föds på sjukhuset.
På sjukhusområdet finns också Närakut Danderyd , psykiatrisk slutenvård, slutenvård ätstörningar, Folktandvården specialisttandvård, Specialisttandvård tandreglering
Danderyds sjukhus fungerar som utbildningssjukhus, i nära samarbete med Karolinska institutet.

## Tunnelbanestationen
När Stockholms tunnelbana skulle byggas ut i Norrort lyckades sjukhusledningen övertyga trafikplanerarna om det lämpliga med en station i direkt anslutning till sjukhuset. Därmed blev sjukhuset det första och hittills (2014) enda i tunnelbanenätet med en egen tunnelbanestation under sitt eget namn, Danderyds sjukhus, vilken öppnades 1978.